# Огаста (Мисури)
Огаста (енгл. Augusta) град је у америчкој савезној држави Мисури.

## Демографија
По попису из 2010. године број становника је 253, што је 35 (16,1%) становника више него 2000. године.
| Група             | 2000.       | 2010.       |
| Белци             | 216 (99,1%) | 245 (96,8%) |
| Афроамериканци    | 0 (0,0%)    | 0 (0,0%)    |
| Азијати           | 1 (0,5%)    | 1 (0,4%)    |
| Хиспаноамериканци | 0 (0,0%)    | 2 (0,8%)    |
| Укупно            | 218         | 253         |